# Johnny Guitar
Johnny Guitar is een psychologische western uit 1954 van Republic Pictures, geregisseerd door Nicholas Ray. De film is gebaseerd op een boek van Roy Chanslor met Joan Crawford in de hoofdrol. Crawford, die destijds de rechten van het boek bezat en bij de verfilming ervan veel inspraak had, wilde dat actrice Claire Trevor de rol van Emma zou vertolken. Toen echter bleek dat Mercedes McCambridge hiervoor was gecast, sprak ze daarover onomwonden haar afkeuring uit. Tijdens de opnamen ontstonden zowel voor als achter de camera spanningen tussen beide actrices, die door de filmstudio publicitair breed werden uitgemeten. 
Johnny Guitar is in meerdere opzichten een opmerkelijke film. Zo wordt het clichébeeld van typisch "mannelijke" en "vrouwelijke" eigenschappen geraffineerd ter discussie gesteld, is er sprake van veel seksuele lading in de interactie tussen de personages en creëren de gebruikte kostuums en decors een uiterst gestileerd, bijna vervreemdend effect.
Tijdens de filmkeuring op 18 april 1955 werd de film geschikt bevonden voor kijkers van 18 jaar en ouder, met als onderbouwing: "rechtsverkrachting, moord en ruwe vechtpartijen". Tijdens de keuring voor de dvd-editie op 8 november 2007 werd de film inmiddels geschikt bevonden voor kijkers van 6 jaar en ouder.

## Verhaal
"Down there I sell whiskey and cards. All you can buy up these stairs is a bullet in the head. Now which do you want?" - Joan Crawford in Johnny Guitar
Vienna (Joan Crawford) is een vrouw van middelbare leeftijd, die een saloon uitbaat in een afgelegen deel van Arizona. Omdat zij om financiële redenen de aanleg van een nieuwe spoorlijn verwelkomt en de onbetrouwbare bende van "The Dancin' Kid" (Scott Brady) gastvrij in haar etablissement ontvangt, keren de bewoners van het nabijgelegen dorp zich tegen haar. Emma Small (Mercedes McCambridge), een oude rivale van Vienna, wakkert deze weerstand bewust verder aan. Wanneer Vienna op een dag onterecht wordt beschuldigd van diverse misdrijven, schiet oude vlam Johnny Guitar (Sterling Hayden) haar te hulp. Maar al snel wordt duidelijk dat de ooit vuurgevaarlijke Johnny, geen geweld meer wil gebruiken om Vienna's noodlot af te wenden.

## Rolverdeling
| Acteur               | Personage             |
| -------------------- | --------------------- |
| Joan Crawford        | Vienna                |
| Sterling Hayden      | Johnny 'Guitar' Logan |
| Mercedes McCambridge | Emma Small            |
| Scott Brady          | The Dancin' Kid       |
| Ward Bond            | John McIvers          |
| Ben Cooper           | Turkey Ralston        |
| Ernest Borgnine      | Bart Lonergan         |
| John Carradine       | Old Tom               |
| Royal Dano           | Corey                 |
| Frank Ferguson       | Marshall Williams     |
| Paul Fix             | Eddie                 |
| Rhys Williams        | Mr. Andrews           |
| Ian MacDonald        | Pete                  |